# Forte Föens
Il forte Föens o forte Foens era uno dei forti che controllavano la Conca di Bardonecchia e, in particolare, i passaggi della Grand'Hoche e del Colle della Mullattiera. Era situato su un pianoro posto sopra la frazione di Föens (da cui prese il nome) nel comune di Oulx, anche se all'epoca della costruzione il forte era situato nel comune di Savoulx (autonomo fino al 1928).

## Pianta

Pianta della Batteria, con muro di cinta e piazzale

Il forte venne edificato a partire nel 1897-98 su un pianoro ed era completamente circondato da un muro di difesa. Vi si accedeva tramite un cancello posto lungo la Strada militare Fenil - Pramand - Föens - Jafferau superato il quale, celato dallo spalto protettivo, si giungeva al forte. Questo era un edificio a pianta rettangolare con volte alla prova e con un solo piano in cui erano posti gli alloggiamenti del personale, le cucine ed i magazzini.
Sulla copertura del forte, raggiungibile tramite una rampa posta a fianco dell'ingresso principale o con una scala esterna posta alla fine della costruzione, disposti in barbetta e protetti da un terrapieno trovavano sistemazione i 4 mortai 15 ARC/Ret su affusto accoppiati a due a due e rivolti con la bocca di fuoco verso la conca di Bardonecchia; più a sud, su un terrazzamento posto ad un livello inferiore, vi erano 2 cannoni 15 ARC che erano puntati verso la Grand'Hoche e lo sbocco della Dora di Bardonecchia nella Dora Riparia nei pressi del comune di Oulx.

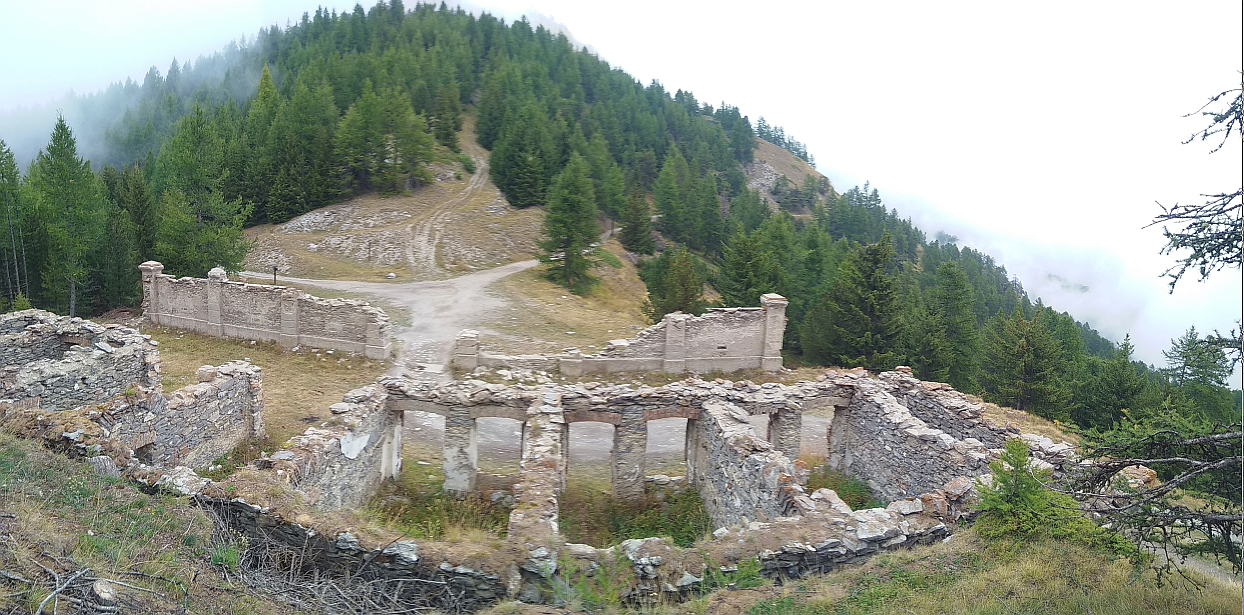
L'ingresso principale e la strada militare di accesso al forte

Il forte venne costruito con la funzione di concentrare le truppe destinate anche agli altri forti della zona, e per questo tutti i servizi per i militari, quali gli alloggiamenti, i magazzini, le cucine ed i depositi erano predisposti per un numero di uomini decisamente maggiore alla normale capacità del forte (che era di 300 soldati e 14 ufficiali). Tutto attorno al forte era stato costruito un muro difensivo con banchine per i fucilieri e svariate feritoie orizzontali. Per difendere i lati morti vennero edificati, agli angoli del muro di cinta, dei salienti con feritoie. Poco prima di arrivare al portone di ingresso del forte vi era la stazione intermedia della Teleferica militare Constans - Föens - Jafferau che collegava il fondovalle con questo forte e con quello posto in cima al Monte Jafferau. Nei pressi della teleferica vi erano i baraccamenti per ospitare le truppe di riserva eventualmente presenti in zona.
Come in quasi tutti i forti della zona (eccetto il Pramand e pochi altri), durante la prima guerra mondiale i cannoni del forte Föens vennero asportati per essere utilizzati sul Fronte Orientale. Al termine della Grande Guerra il forte venne armato con cannoni 149/35 Mod. 1901 su affusto normale e venne utilizzato molto poco in occasione della breve battaglia contro la Francia del giugno 1940.

## Il forte oggi

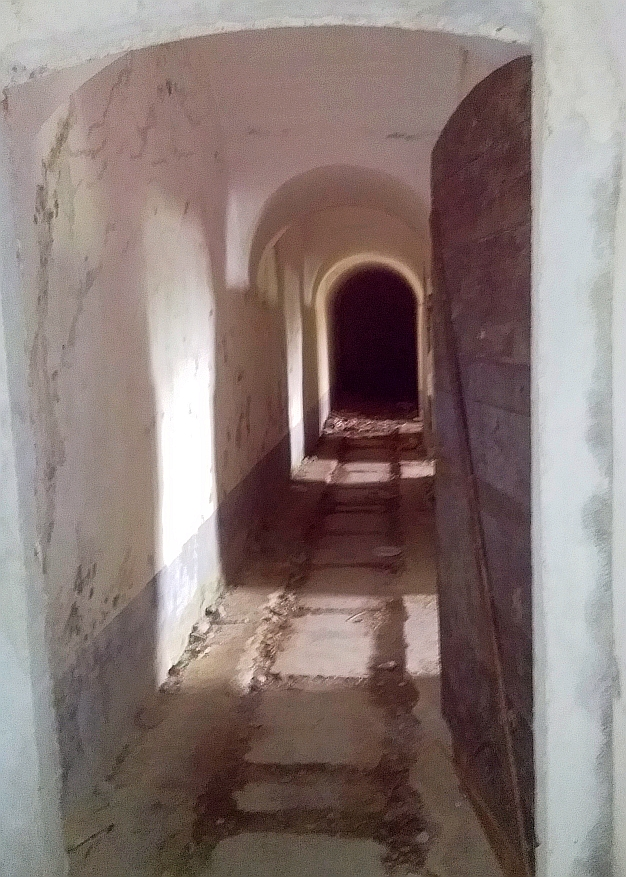
Corridoio interno nel 2018

In seguito alla sconfitta dell'Italia nella seconda guerra mondiale il forte venne disarmato e venduto a privati. Attualmente la costruzione principale è ancora in discrete condizioni di conservazione, e sono ben visibili sui terrazzamenti e sul tetto del forte gli angoli di puntamento dei cannoni.
 All'interno, visitabile con precauzione, sono visibili le camerate, i locali di servizio e la polveriera (anche se con ingresso parzialmente murato) ancora abbastanza ben conservata, ma con il pavimento in legno marcito (sono sopravvissute le travi di supporto).
Il muro di cinta del forte è in buone condizioni, eccezion fatta per il portale di ingresso al forte che è stato parzialmente demolito. La stazione intermedia della teleferica è visibile, ma solo coi muri perimetrali caratteristici a forma di V, mentre i baraccamenti sono in pessime condizioni.